# Nothobranchius taeniopygus
Nothobranchius taeniopygus és una espècie de peix de la família dels aploquèilids i de l'ordre dels ciprinodontiformes.

## Morfologia
Els mascles poden assolir els 5,5 cm de longitud total.

## Distribució geogràfica
Es troba a Àfrica: autòcton d'Uganda, del sud-oest de Kenya i de Tanzània central.